# XBIZ Award for Best Sex Scene - Vignette Release
L'XBIZ Award for Best Sex Scene - Vignette Release è un premio pornografico assegnato alla scena "Vignette" votata come migliore dalla XBIZ, l'ente che assegna gli XBIZ Awards.
Come per gli altri premi, viene assegnato nel corso di una cerimonia che si svolge a Los Angeles, solitamente nel mese di gennaio, dal 2013.

## Vincitori

### Anni 2010
| Anno | Vincitori                                           | Titolo                |
| ---- | --------------------------------------------------- | --------------------- |
| 2013 | Riley Steele Erik Everhard                          | In Riley's Panties    |
| 2014 | Jada Stevens Kevin Moore                            | The Hooker Experience |
| 2015 | Ava Dalush James Deen                               | I Love my Hot Wife    |
| 2016 | Dani Daniels Luna Star Johnny Sins                  | Let's Play Doctor     |
| 2017 | Elsa Jean Ryan Driller                              | All Natural Saints    |
| 2018 | Katrina Jade Charles Dera Tommy Gunn Nigel Dictaror | Sacrosanct            |
| 2019 | Tori Black Adriana Checkik Johnny Sins              | After Dark            |

### Anni 2020
| Anno | Vincitori | Titolo                                  |
| ---- | --- | --------------------------------------- |
| 2020 | Jane Wilde Emily Willis Prince Yahshua | Disciples of Desire: Bad Cop - Bad City |
| 2021 | Brooklyn Gray Small Hands | Lewd                                    |
| 2022 | Kenzie Anne Jax Slayher | Black and White 19                      |
| 2023 | Violet Myers Vanna Bardot Savannah Bond Vicki Chase Nicole Doshi Richard Mann Vic Marie Brickzilla Anton Harden Jay Jonathan Jordan Jamie Knoxx John Legendary Tyrone Love Isiah Maxwell Strecth Zaddy | High Gear                               |
| 2024 | Vicki Chase Dan Damage Alex Jones Richard Mann | Mouths of Babes                         |
| 2025 | Jennifer White Kendra Sunderland Jason Luv | Negotiation                             |